# Urbano Sacchetti, VI marchese di Castelromano
Urbano Sacchetti, VI marchese di Castelromano (Roma, 23 maggio 1835 – Roma, 3 febbraio 1912), è stato un nobile italiano.

## Biografia
Nato a Roma il 23 maggio 1835, Urbano era figlio di Girolamo Sacchetti, V marchese di Castelromano e di sua moglie, la nobildonna Maria Spada Veralli. Per parte di sua madre, tramite la trisnonna materna, discendeva dai principi tedeschi di Salm-Salm.
La famiglia Sacchetti, che nell'Ottocento aveva solo parzialmente recuperato parte dei debiti contratti nel XVIII secolo, vendette all'epoca di suo padre Girolamo il terreno dell'attuale Pineta Sacchetti alla famiglia Torlonia, motivo per cui le due famiglie si ravvicinarono, la prima alla ricerca di un modo per saldare i propri insoluti e la seconda alla ricerca della tanto desiderata nobiltà che le avrebbe permesso di inserirsi di li a poco nella società aristocratica romana. A queste delicate mosse è dunque da ascriversi il matrimonio, celebrato nel 1857, tra Urbano e la duchessa Beatrice Orsini di Gravina, la cui madre era per l'appunto una Torlonia.
Dato il ruolo rilevante che ebbe suo padre nella prima parte del governo di Pio IX, alla morte di quest'ultimo nel 1864, oltre a rilevarne i titoli e i beni di famiglia, Urbano occupò i medesimi incarichi del genitore presso la corte pontificia, sopra tutti quello di Foriere maggiore dei sacri palazzi apostolici. Con la Breccia di Porta Pia e la conquista di Roma da parte delle truppe del neonato Regno d'Italia, decise di disinteressarsi al nuovo assetto politico nazionale, stringendosi ancora più forte attorno alla figura del pontefice, ottenendone in cambio protezione e onori.
Morì a Roma il 3 febbraio 1912

## Matrimonio e figli
Urbano sposò a Roma il 22 febbraio 1857 la duchessa Beatrice Orsini, figlia di Domenico Orsini, XVII duca di Gravina e VIII principe di Solofra, e di sua moglie, la nobildonna romana Maria Luisa Torlonia dei duchi di Poli e Guadagnolo. La coppia ebbe i seguenti figli:
- Giulio (1857 - 1908), patrizio romano e nobile di Corneto, sposò la marchesa Teresa Gerini. Fu padre di Giovanni Battista che succedette al nonno nel 1912 nel titolo di marchese di Castelromano
- Clemente (1860 - 1919), cavaliere di gran croce dell'Ordine di San Gregorio Magno
- Luigi (1863 - 1936), iniziatore della linea dei Barberini Sacchetti
- Maria (1867 - 1927), sposò il marchese Carlo Serlupi Crescenzi e in seconde nozze Aristide Scalfaro
- Franco (1870 - 1953), sposò la marchesa Francesca Guglielmo di Vulci
- Eleonora (1875 - 1949), sposò il marchese Federico Fossi
- Anna (1879 - 1968), sposò il conte Francesco Bezzi Scali

## Ascendenza
|                                                       |                                                      |                                                                              | Genitori                                                           |  |  | Nonni |  |  | Bisnonni                                       |  |  | Trisnonni                                    |  |
|                                                       |                                                      |                                                                              |                                                                    |  |  |       |  |  | Giulio Sacchetti, III marchese di Castelromano |  |  | Matteo Sacchetti, I marchese di Castelromano |  |
|                                                       |                                                      |                                                                              |                                                                    |  |  |       |  |  | Giulio Sacchetti, III marchese di Castelromano |  |  | Matteo Sacchetti, I marchese di Castelromano |  |
|                                                       |                                                      | Clelia Orsini de' Cavalieri                                                  |                                                                    |  |  |       |  |  | Giulio Sacchetti, III marchese di Castelromano |  |  |                                              |  |
| Scipione Sacchetti, IV marchese di Castelromano       |                                                      |                                                                              |                                                                    |  |  |       |  |  | Giulio Sacchetti, III marchese di Castelromano |  |  |                                              |  |
|                                                       |                                                      | Maddalena Azzan                                                              | …                                                                  |  |  |       |  |  |                                                |  |  |                                              |  |
|                                                       |                                                      | Maddalena Azzan                                                              | …                                                                  |  |  |       |  |  |                                                |  |  |                                              |  |
|                                                       |                                                      | Maddalena Azzan                                                              | …                                                                  |  |  |       |  |  |                                                |  |  |                                              |  |
| Girolamo Sacchetti, V marchese di Castelromano        |                                                      | Maddalena Azzan                                                              |                                                                    |  |  |       |  |  |                                                |  |  |                                              |  |
|                                                       |                                                      | Girolamo Cenci Bolognetti, IV principe di Vicovaro                           | Virginio Cenci                                                     |  |  |       |  |  |                                                |  |  |                                              |  |
|                                                       |                                                      | Girolamo Cenci Bolognetti, IV principe di Vicovaro                           | Virginio Cenci                                                     |  |  |       |  |  |                                                |  |  |                                              |  |
|                                                       |                                                      | Girolamo Cenci Bolognetti, IV principe di Vicovaro                           | Maria Anna Bolognetti                                              |  |  |       |  |  |                                                |  |  |                                              |  |
| Eleonora Cenci Bolognetti                             |                                                      | Girolamo Cenci Bolognetti, IV principe di Vicovaro                           |                                                                    |  |  |       |  |  |                                                |  |  |                                              |  |
|                                                       |                                                      | Maria Isabella Petroni                                                       | …                                                                  |  |  |       |  |  |                                                |  |  |                                              |  |
|                                                       |                                                      | Maria Isabella Petroni                                                       | …                                                                  |  |  |       |  |  |                                                |  |  |                                              |  |
|                                                       |                                                      | Maria Isabella Petroni                                                       | …                                                                  |  |  |       |  |  |                                                |  |  |                                              |  |
| Urbano Sacchetti, VI marchese di Castelromano         |                                                      | Maria Isabella Petroni                                                       |                                                                    |  |  |       |  |  |                                                |  |  |                                              |  |
|                                                       | Giuseppe Spada Veralli, I principe di Castelviscardo | Muzio Spada                                                                  |                                                                    |  |  |       |  |  |                                                |  |  |                                              |  |
|                                                       | Giuseppe Spada Veralli, I principe di Castelviscardo | Muzio Spada                                                                  |                                                                    |  |  |       |  |  |                                                |  |  |                                              |  |
|                                                       | Giuseppe Spada Veralli, I principe di Castelviscardo | Anna Pepoli                                                                  |                                                                    |  |  |       |  |  |                                                |  |  |                                              |  |
| Clemente Spada Veralli, II principe di Castelviscardo | Giuseppe Spada Veralli, I principe di Castelviscardo |                                                                              |                                                                    |  |  |       |  |  |                                                |  |  |                                              |  |
|                                                       |                                                      | Giacinta Ruspoli                                                             | Alessandro Ruspoli, II principe di Cerveteri                       |  |  |       |  |  |                                                |  |  |                                              |  |
|                                                       |                                                      | Giacinta Ruspoli                                                             | Alessandro Ruspoli, II principe di Cerveteri                       |  |  |       |  |  |                                                |  |  |                                              |  |
|                                                       |                                                      | Giacinta Ruspoli                                                             | Prudenza Marescotti-Capizucchi                                     |  |  |       |  |  |                                                |  |  |                                              |  |
| Maria Spada Veralli                                   |                                                      | Giacinta Ruspoli                                                             |                                                                    |  |  |       |  |  |                                                |  |  |                                              |  |
|                                                       |                                                      | Frederique Auguste Alexandre de Beaufort-Spontin, I duca di Beaufort-Spontin | Charles Albert de Beaufort-Spontin, I marchese di Beaufort-Spontin |  |  |       |  |  |                                                |  |  |                                              |  |
|                                                       |                                                      | Frederique Auguste Alexandre de Beaufort-Spontin, I duca di Beaufort-Spontin | Charles Albert de Beaufort-Spontin, I marchese di Beaufort-Spontin |  |  |       |  |  |                                                |  |  |                                              |  |
|                                                       |                                                      | Frederique Auguste Alexandre de Beaufort-Spontin, I duca di Beaufort-Spontin | Marie-Margherite de Glimes                                         |  |  |       |  |  |                                                |  |  |                                              |  |
| Marianna de Beaufort-Spontin                          |                                                      | Frederique Auguste Alexandre de Beaufort-Spontin, I duca di Beaufort-Spontin |                                                                    |  |  |       |  |  |                                                |  |  |                                              |  |
|                                                       |                                                      | Maria Leopoldina d'Alcántara Álvarez de Toledo y Salm-Salm                   | Pedro d'Alcántara Álvarez de Toledo, duca di Lerma                 |  |  |       |  |  |                                                |  |  |                                              |  |
|                                                       |                                                      | Maria Leopoldina d'Alcántara Álvarez de Toledo y Salm-Salm                   | Pedro d'Alcántara Álvarez de Toledo, duca di Lerma                 |  |  |       |  |  |                                                |  |  |                                              |  |
|                                                       |                                                      | Maria Leopoldina d'Alcántara Álvarez de Toledo y Salm-Salm                   | Maria Anna di Salm-Salm                                            |  |  |       |  |  |                                                |  |  |                                              |  |
|                                                       |                                                      | Maria Leopoldina d'Alcántara Álvarez de Toledo y Salm-Salm                   |                                                                    |  |  |       |  |  |                                                |  |  |                                              |  |